# Exochus setaceous
Exochus setaceous là một loài tò vò trong họ Ichneumonidae.